# Ruda Jeżewska
Ruda Jeżewska [pronunciación en polaco: /ˈruda jɛˈʐɛfska/] es una aldea ubicada en el distrito administrativo de Gmina Zadzim, dentro del condado de Poddębice, Voivodato de Łódź, en el centro de Polonia. Se encuentra a unos 11 kilómetros al este de Zadzim, a 10 kilómetros al sur de Poddębice, y a 33 kilómetros al oeste de la capital regional Łódź.
Desde 1975 hasta 1998, Ruda Jeżewska formó parte del antiguo Voivodato de Sieradz.